# Axeltorv (Næstved)
 For alternative betydninger, se Axeltorv. (Se også artikler, som begynder med Axeltorv)
Axeltorv er et torv, der ligger centralt i Næstved by tæt ved Skt. Mortens Kirke og Skt. Peders Kirke.
Rundt langs Axeltorv ligger flere gamle bygninger, og i stueetagen hele vejen rundt ligger en stor mængde butikker og caféer, heriblandt byens ældste boghandel fra 1851. Pladsen forbinder desuden byens gågadenet. I sommerhalvåret afholdes torvedage og koncerter.

## Historie
I middelalderen lå der et gråbrødrekloster på stedet, hvor Axeltorv senere kom til at ligge. I 1533 blev klostret besat af Mogens Gøye og byens borgere. Efter reformationen blev klostret skænket til  byen af kong Christian 3., hvorefter det blev revet ned. Den tilhørende kirke blev ligeledes fjernet i 1553, og der blev opstillet en kag, hvor kirkens alter tidligere havde stået.
Pladsen lå i mange år uden brolægning og fik navnet Hestemarked. Der var kun en brønd i midten, men den blev efterhånden byens markedsplads. Den overtog navnet Axeltorv fra det torv, som lå, hvor Kirkepladsen ligger i nutidens Næstved.
Axeltorv blev senere brolagt, og i 1695 flyttede Næstved Løve Apotek til pladsen, hvor den har ligget siden.
I løbet af 1900-tallet blev biler mere udbredte i Danmark, og der blev ligeledes kørt på Axeltorv, der også blev brugt som parkeringsplads. I 1957 gravede man ud til en parkeringskælder under torvet. I samme forbindelse flyttede man en obelisk, der var blevet opstillet i 1870 til minde om Frederik 7. og Junigrundloven. Den blev flyttet til hjørnet af Amtsmandsgade og Teatergade lige syd for Munkebakken. Parkering på plads blev forbudt i 1975.
I 2010 blev torvet renoveret. Renoveringen sluttede i sommeren 2010 og kostede 10 millioner kroner. De mest omfattende ændringer var, at der nu ikke længere var det gamle springvand, da det blev erstattet af den omdiskuterede[kilde mangler] statue af Slattenpatten, en statue af en figur med meget lange bryster fra et egnssagn, og at alle træerne var blevet skåret væk, og enkelte få var blevet genplantet. Slattenpatten er fremstillet af Bjørn Nørgaard.  Samtidig blev scenen fjernet, og man kunne nu kun finde én torvecafé. Endelig blev torvebelægningen også skiftet til mere ensartede fliser, hvorved den gamle brostensbelægning var væk.

## Beskrivelse
En stor del af gaderne med byens detailhandel ligger omkring torvet. DiBa Bank havde sit hovedkvarter på pladsen, indtil den blev opkøbt af Sydbank i 2013.
Flere gamle bygninger findes fortsat omkring torvet. Dette tæller bl.a. Næstved Løve Apotek fra 1695, Axelhus, der er en rokokobygning fra 1784, og J. Scheel-Bechs isenkramsforretning fra 1898. Sidstnævnte blev drevet helt frem til 1985. I dag har andre forretninger overtaget lokalerne ud til Axeltorv.

### Georg Christensens Boghandel
Georg Christensens Boghandel blev grundlagt i 1851 i Torvestræde af Hugo Bloch. Den havde siden flere ejere og flyttede flere gange inden den blev indrettet på den nuværende adresse på Axeltorv 10 i 1869. I 1906 overtog Alfred Simon den, og han drev den frem til 1914, hvor han gik konkurs. Georg Ferdinand Christensen overtog et konkursboet. I 1970 bliver sønnerne Poul Kastrup Christensen (1919-96) og Jørgen Kastrup Christensen (1927-1981) medejere. I 1982 blev Poul Christensen og hans søn Steen Kastrup Christensen ledere, og året efter døde Georg Christensen.
I 1989 etablerede virksomheden også boghandel i det nyopførte Næstved Storcenter. I 1993 blev naboforretningen til den oprindelige boghandel på Axeltorv opkøbt og butikken blev udvidet. Den gamle del af forretningen blev indrettet med forskellige antikviteter, hvilket fik omtale i flere medier, hvor det bl.a. blev kaldt "en mellemting mellem en engelsk pub og en gentlemanclub".
Poul Kastrup Christensen døde i 1996, og butikken har siden været drevet af Steen Christensen. I februar 2018 meddelte den nuværende ejeren, at han ville lukke i løbet af sommeren i indeværende år. På dette tidspunkt var butikken en del af Bog & Idé, og var byens ældste boghandel samt en af byens ældste butikker og en af landets ældste boghandlere. En del af inventaret blev sat til salg på Lauritz.com. Den havde også byens ældste butiksskilt, der stammede fra 1914.

## Anvendelse
Der afholdes tovedage på Axeltorv hver onsdag og lørdag. Her handles især ost, rød, fisk, grøntsager, frugt og blomster. En ostehandler fra Nørre Tvede er kommet til torvedage i 50 år.
Omtrent hver anden måned afholdes der City Night, hvor butikkerne i midtbyen holde længe åbent, hvilket også inkluderer Axeltorv. I den forbindelse er der ligeledes arrangementer på torvet.
Der afholdes jævnligt koncerter på Axeltorv, og under Næstved Festuge bliver der opstillet en scene på pladsen, hvorfra der spilles koncerter.
Næstveds Avantgarde har i løbet af sommeren optog omkring i Næstved By. Ved juletid er opstilles et juletræ på torvet, som ofte tændes på Black Friday.